# De vrijschutter (De Rode Ridder)
De vrijschutter is het vijfde stripverhaal uit de reeks van De Rode Ridder. Het is geschreven door Willy Vandersteen en getekend door hemzelf samen met medewerkers als Karel Verschuere en Eduard De Rop. De eerste albumuitgave was in 1960.

## Het verhaal
In dit album komt de Rode Ridder in Berkendael terecht, waar een schutterswedstrijd plaatsvindt. Johan besluit mee te doen aan dit toernooi. Plots wordt de wedstrijd verstoord door de vrijschutters, een bende dieven die het tegen de plaatselijke heer opneemt. Overtuigd van de goede bedoelingen van deze heer besluit Johan hem te helpen in de strijd tegen deze vrijschutters. Later wordt echter duidelijk dat de burchtheer zelf door verraad op de troon kwam en de zogenaamde dievenbende eigenlijk opstandelingen zijn. Geholpen door de zich als zwakzinnig voordoende dochter van de echte burchtheer ziet Johan zijn vergissing in en laat hij uiteindelijk recht zegevieren.